# Amine Chermiti
Amine Chermiti (Sfax, Túnez, 26 de diciembre de 1987) es un futbolista tunecino que juega como delantero o mediapunta en el Mumbay City de la Superliga de India.

## Trayectoria
Chermiti se formó futbolísticamente en el JS Kairouanaise pero fue adquirido por el Étoile du Sahel antes de debutar con su primer equipo. El delantero tuvo una destacada actuación en la Liga de Campeones de África de 2007 con el Étoile convirtiendo 8 goles en el torneo. Luego jugó con su equipo el Mundial de Clubes 2007 donde lograron un cuarto puesto. En esa competición Chermiti le convirtió un gol al Urawa Red Diamonds en la definición por el tercer lugar.

## Selección nacional
Chermiti jugó con la selección de fútbol de Túnez en su categoría Sub-21 desde 2005 hasta 2007. Ese mismo año jugó su primer partido con el seleccionado absoluto donde también convirtió un gol.

## Clubes
| Club            | País           | Año       |
| --------------- | -------------- | --------- |
| Étoile Sahel    | Túnez          | 2006-2008 |
| Hertha BSC      | Alemania       | 2008-     |
| Al-Ittihad      | Arabia Saudí   | 2009-2010 |
| FC Zürich       | Suiza          | 2010-2015 |
| Gazélec Ajaccio | Francia        | 2016      |
| Al-Arabi SC     | Kuwait         | 2016-2017 |
| Étoile Sahel    | Túnez          | 2017-2019 |
| Al-Fayha FC     | Arabia Saudita | 2019      |
| Mumbay City     | India          | 2019-     |

## Palmarés

### Campeonatos nacionales
| Título                  | Club            | País  | Año  |
| ----------------------- | --------------- | ----- | ---- |
| Ligue Professionnelle 1 | Étoile du Sahel | Túnez | 2007 |

### Copas internacionales
| Título                      | Club            | País  | Año  |
| --------------------------- | --------------- | ----- | ---- |
| Liga de Campeones de la CAF | Étoile du Sahel | Túnez | 2007 |